# Greatest Hits (The Offspring)
| Recensione   | Giudizio |
| ------------ | -------- |
| Allmusic     | [ 1 ]    |
| Blender      | [ 14 ]   |
| PopMatters   | [ 15 ]   |
| Sputnikmusic | [ 16 ]   |

Greatest Hits è la prima raccolta del gruppo musicale statunitense The Offspring, pubblicata il 20 giugno 2005 e il 21 giugno dello stesso anno negli Stati Uniti e in Canada dalla Columbia Records.
La traccia fantasma Next to You, scritta dai The Police, si può ascoltare alla fine del disco.
Inoltre è stata pubblicata una versione DualDisc, nella quale da un lato sono presenti le tracce standard, dall'altro è presente un DVD che contiene sia le tracce in qualità 5.1 surround sia un commento da parte di Dexter e Noodles per ogni canzone.
Per "accompagnare" l'uscita del Greatest Hits è stato creato anche il DVD Complete Music Video Collection, il quale raccoglie quasi tutti i video dei singoli pubblicati dalla band ed anche dei concerti live.

## Tracce
1. Can't Repeat - 3:26
2. Come Out and Play (Keep 'Em Separated) - 3:17
3. Self Esteem - 4:17
4. Gotta Get Away - 3:51
5. All I Want - 1:52
6. Gone Away - 4:27
7. Pretty Fly (for a White Guy) - 3:08
8. Why Don't You Get a Job? - 2:49
9. The Kids Aren't Alright - 2:59
10. Original Prankster - 3:40
11. Want You Bad - 3:22
12. Defy You - 3:48
13. Hit That - 2:48
14. (Can't Get My) Head Around You - 5:56 - include la traccia fantasma Next to You (cover dei The Police)[1]

### Tracce bonus
- The Kids Aren't Alright (The Wiseguys Remix) (Europa e Sud America)
- Spare Me the Details (Australia)

## Formazione
- Dexter Holland - voce, chitarra
- Noodles - chitarra, cori
- Greg K - basso, cori
- Ron Welty - batteria
- Josh Freese - batteria in Hit That e (Can't Get My) Head Around You
- Atom Willard - batteria in Can't Repeat e Next to You
- Chris "X-13" Higgins - cori, chitarra, tastiere, percussioni, maracas

## Classifiche
| Classifica (2005-22) | Posizione massima |
| -------------------- | ----------------- |
| Australia            | 2                 |
| Austria              | 6                 |
| Belgio (Fiandre)     | 17                |
| Belgio (Vallonia)    | 11                |
| Canada               | 6                 |
| Finlandia            | 1                 |
| Germania             | 23                |
| Grecia               | 16                |
| Italia               | 22                |
| Nuova Zelanda        | 1                 |
| Paesi Bassi          | 38                |
| Portogallo           | 24                |
| Regno Unito          | 14                |
| Spagna               | 24                |
| Stati Uniti          | 8                 |
| Svezia               | 24                |
| Svizzera             | 5                 |